# 彭亞羅哈山脈
38°33′19.80″N 0°32′52.88″W / 38.5555000°N 0.5480222°W
彭亞羅哈山脈，是西班牙的山脈，位於巴倫西亞自治區，長6.5公里，屬於普雷貝蒂科山脈的一部分，最高點海拔高度1,226米，山體由石灰岩組成。